# درة كبود (شيروان)
درة کبود (بالفارسية: دره کبود) هي مستوطنة تقع في إيران في قسم شیروان الريفي. يقدر عدد سكانها بـ 184 نسمة .